# Debian GNU/Hurd

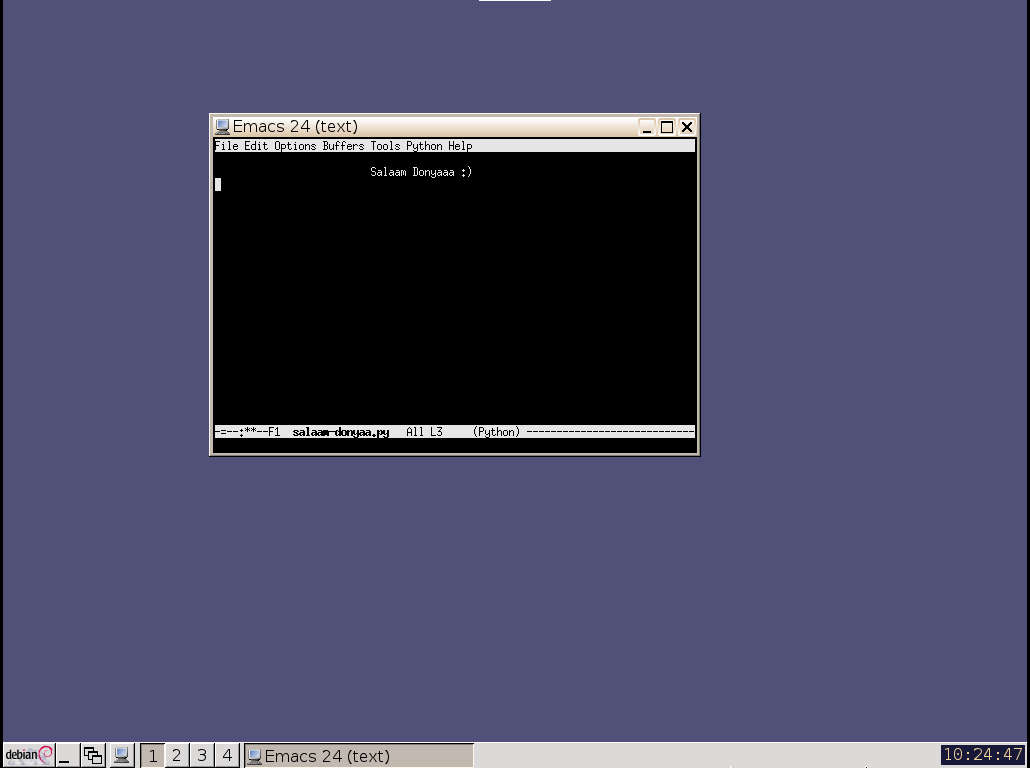
Debian GNU/Hurd com GNU Emacs na interface gráfica IceWM.

Debian GNU/Hurd é uma distribuição do sistema operacional GNU com o núcleo Hurd rodando sobre o micronúcleo GNU Mach, em contraste com a grande maioria das variantes do GNU, que funcionam com o núcleo Linux. Como todos softwares do projeto GNU, este sistema também é software livre.
Embora seu desenvolvimento tenha começado há um tempo considerável, apenas três quartos dos pacotes Debian foram portados para o GNU/Hurd, e o próprio Hurd ainda não está pronto para ser usado num sistema estável. A maioria dos usuários da Debian utiliza distribuições estáveis baseadas no Linux.